# Quảng Tùng
Quảng Tùng là một xã thuộc huyện Quảng Trạch, tỉnh Quảng Bình, Việt Nam.

## Địa lý
Xã Quảng Tùng nằm ở phía đông bắc huyện Quảng Trạch, có vị trí địa lý:
- Phía bắc giáp xã Quảng Phú
- Phía đông bắc giáp xã Cảnh Dương
- Phía tây giáp xã Quảng Châu
- Phía tây bắc giáp xã Quảng Kim
- Phía tây nam giáp Quảng Tiến
- Phía đông nam giáp xã Quảng Hưng.

Xã Quảng Tùng có diện tích 10,11 km², dân số năm 2019 là 7.749 người, mật độ dân số đạt 767 người/km².
Diện tích bao gồm cả đồi núi và đồng bằng. Đồng bằng được sử dụng cho mục đích nông nghiệp và định cư.
Xã có sông Roòn chảy qua.

## Hành chính
Xã Quảng Tùng được chia thành 4 thôn: Sơn Tùng, Phúc Kiều, Dy Luân, Dy Lộc.

## Kinh tế
Là nơi đường Quốc lộ 1 đi qua và cách thị xã Ba Đồn khoảng 15 km về phía bắc. Xã có vị trí quan trọng trong tuyến đường vận tải Bắc-Nam. Kinh tế chủ yếu là nông nghiệp, ngoài ra tiểu thủ công nghiệp, thương nghiệp,cũng là một thành phần quan trọng trong cơ cấu kinh tế của xã. Xã là một trong 6 xã phụ cận của khu kinh tế Hòn La.

## Văn hóa
Xã có truyền thống hiếu học.
Xã có những lễ hội mang nhiều bản sắc dân tộc, diễn ra trong Tết Nguyên Đán, rằm tháng Giêng. Trong các lễ hội đó, người ta thường hay chơi cờ người, kéo co, nhảy bao bố.